# Haematopota formosana
Haematopota formosana är en tvåvingeart som beskrevs av Tokuichi Shiraki 1918. Haematopota formosana ingår i släktet Haematopota och familjen bromsar. Inga underarter finns listade i Catalogue of Life.